# Bahnstrecke Ihrhove–Groningen
| Ein Zug der Baureihe Stadler GTW bei Bad Nieuweschans |                                 |                                            |                                            |
| |                                 |                                            |                                            |
| Streckennummer (DB): | 1575                            |                                            |                                            |
| Kursbuchstrecke (DB): | 397                             |                                            |                                            |
| Kursbuchstrecke: | 221d (Ihrhove – Neuschanz 1946) |                                            |                                            |
| Streckenlänge: | 64,7 km                         |                                            |                                            |
| Spurweite: | 1435 mm (Normalspur)            |                                            |                                            |
| |                                 |                                            |                                            |
| \| \| \| von Norddeich Mole \| \| \| \| 0,0 \| Ihrhove \| Ihrhove \| \| \| \| nach Rheine \| \| \| \| 5,7 \| Hilkenborg \| Hilkenborg \| \| \| \| Friesenbrücke (Ems, seit 2015 unbefahrbar) \| \| \| \| 8,0 \| Weener \| Weener \| \| \| 11,2 \| Möhlenwarf (bis 1963) \| Möhlenwarf (bis 1963) \| \| \| 13,2 \| Bunde \| Bunde \| \| \| 17,5127,6 \| Grenze Deutschland/Niederlande \| Grenze Deutschland/Niederlande \| \| \| 126,8 \| Bad Nieuweschans \| Bad Nieuweschans \| \| \| 121,9 \| Ulsda \| Ulsda \| \| \| 117,3 \| Winschoterdiep \| Winschoterdiep \| \| \| 114,6 \| Winschoten \| Winschoten \| \| \| 111,5 \| Heiligerlee \| Heiligerlee \| \| \| 109,7 \| Scheemda \| Scheemda \| \| \| \| A.G. Wildervanckkanaal \| \| \| \| \| von Stadskanaal \| \| \| \| 102,2 \| Zuidbroek \| Zuidbroek \| \| \| 98,0 \| Scholten \| Scholten \| \| \| 97,2 \| Sappemeer Oost \| Sappemeer Oost \| \| \| 95,6 \| Hoogezand-Sappemeer \| Hoogezand-Sappemeer \| \| \| 93,7 \| Martenshoek \| Martenshoek \| \| \| 92,4 \| Kropswolde \| Kropswolde \| \| \| 88,4 \| Westerbroek \| Westerbroek \| \| \| \| nach Zwolle \| \| \| \| 82,2 \| Groningen Europapark \| Groningen Europapark \| \| \| 80,4 \| Groningen \| Groningen \| \| \| \| nach Leeuwarden, Delfzijl und Roodeschool \| \| |                                 |                                            |                                            |
| Strecke |                                 | von Norddeich Mole                         | von Norddeich Mole                         |
| Dienststation / Betriebs- oder Güterbahnhof | 0,0                             | Ihrhove                                    | Ihrhove                                    |
| Abzweig geradeaus und nach links |                                 | nach Rheine                                | nach Rheine                                |
| Haltepunkt / Haltestelle | 5,7                             | Hilkenborg                                 | Hilkenborg                                 |
| Brücke über Wasserlauf (Strecke außer Betrieb) |                                 | Friesenbrücke (Ems, seit 2015 unbefahrbar) | Friesenbrücke (Ems, seit 2015 unbefahrbar) |
| Haltepunkt / Haltestelle, ehemals Bahnhof | 8,0                             | Weener                                     | Weener                                     |
| ehemaliger Haltepunkt / Haltestelle | 11,2                            | Möhlenwarf (bis 1963)                      | Möhlenwarf (bis 1963)                      |
| ehemaliger Bahnhof | 13,2                            | Bunde                                      | Bunde                                      |
| Grenze | 17,5127,6                       | Grenze Deutschland/Niederlande             | Grenze Deutschland/Niederlande             |
| Bahnhof | 126,8                           | Bad Nieuweschans                           | Bad Nieuweschans                           |
| ehemaliger Haltepunkt / Haltestelle | 121,9                           | Ulsda                                      | Ulsda                                      |
| Brücke über Wasserlauf | 117,3                           | Winschoterdiep                             | Winschoterdiep                             |
| Bahnhof | 114,6                           | Winschoten                                 | Winschoten                                 |
| ehemaliger Haltepunkt / Haltestelle | 111,5                           | Heiligerlee                                | Heiligerlee                                |
| Bahnhof | 109,7                           | Scheemda                                   | Scheemda                                   |
| Brücke über Wasserlauf |                                 | A.G. Wildervanckkanaal                     | A.G. Wildervanckkanaal                     |
| Abzweig geradeaus und von links |                                 | von Stadskanaal                            | von Stadskanaal                            |
| Bahnhof | 102,2                           | Zuidbroek                                  | Zuidbroek                                  |
| ehemaliger Haltepunkt / Haltestelle | 98,0                            | Scholten                                   | Scholten                                   |
| Bahnhof | 97,2                            | Sappemeer Oost                             | Sappemeer Oost                             |
| Bahnhof | 95,6                            | Hoogezand-Sappemeer                        | Hoogezand-Sappemeer                        |
| Bahnhof | 93,7                            | Martenshoek                                | Martenshoek                                |
| Bahnhof | 92,4                            | Kropswolde                                 | Kropswolde                                 |
| ehemaliger Haltepunkt / Haltestelle | 88,4                            | Westerbroek                                | Westerbroek                                |
| Abzweig geradeaus, nach links und von links |                                 | nach Zwolle                                | nach Zwolle                                |
| Bahnhof | 82,2                            | Groningen Europapark                       | Groningen Europapark                       |
| Bahnhof | 80,4                            | Groningen                                  | Groningen                                  |
| Strecke |                                 | nach Leeuwarden, Delfzijl und Roodeschool  | nach Leeuwarden, Delfzijl und Roodeschool  |

Die Bahnstrecke Ihrhove–Groningen ist eine nicht elektrifizierte Eisenbahnstrecke, welche die Provinzhauptstadt Groningen im Norden der Niederlande mit der Bahnstrecke Rheine–Norddeich Mole in Niedersachsen verbindet. Sie ist Teil der deutsch-niederländischen Wunderline. Seit Dezember 2015 ist der Abschnitt zwischen Ihrhove und Weener aufgrund einer Schiffskollision mit der Friesenbrücke nicht befahrbar.

## Geschichte und Unfälle
Der niederländische Abschnitt von Groningen bis Bad Nieuweschans wurde von 1863 bis zum 1. November 1868 von den Niederländischen Staatsbahnen eröffnet. Der deutsche Abschnitt, der zu den Großherzoglich Oldenburgischen Staatseisenbahnen gehörte, folgte am 26. November 1876. Der Verbindung lagen ein Staatsvertrag zwischen dem Land Oldenburg und den Niederlanden vom 27. Juni 1874 und ein Vertrag zwischen Oldenburg und Preußen vom 17. März 1874 zugrunde, der den Bau auf damals preußischem Gebiet gestattete.

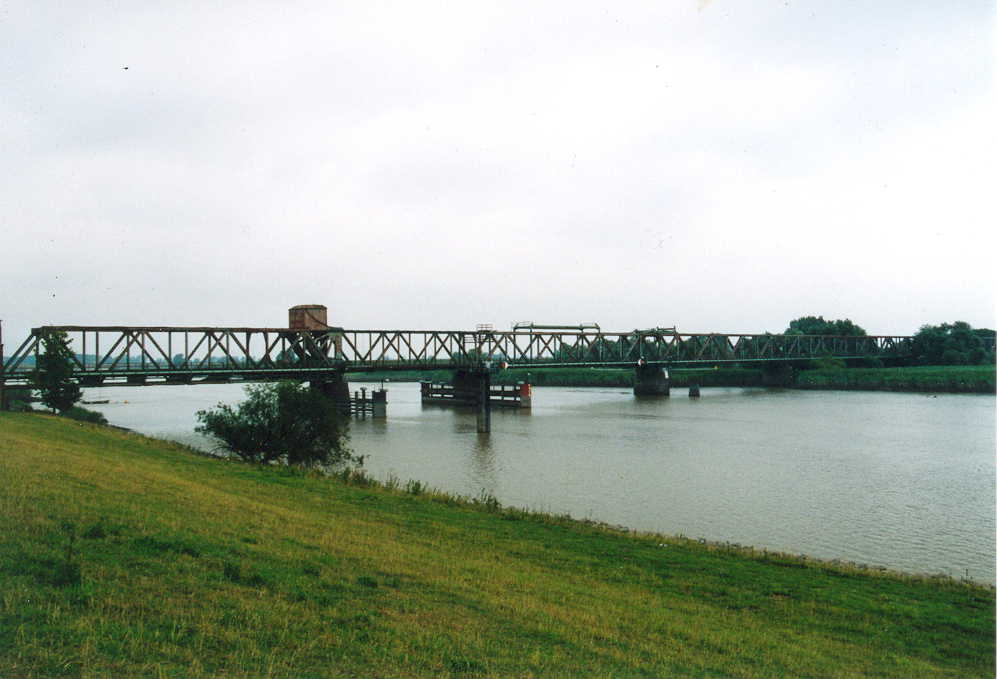
Die Friesenbrücke bei Weener (2004)

Das bedeutendste Bauwerk der Strecke ist die Friesenbrücke über die Ems östlich von Weener. Bislang wurden an dieser Stelle drei Brücken, 1874/76, 1924/26 und 1950/51, über die Ems errichtet.
In der Nacht vom 26. auf den 27. Juli 1913 überfuhr ein Personenzug das auf „Halt“ stehende Ausfahrsignal von Hilkenborg, das zugleich die Überfahrt über die Friesenbrücke sicherte. Diese war noch nicht geschlossen. Als der auf der Westseite stationierte Brückenwärter den Zug herankommen sah, versuchte er noch, die Brücke zu schließen. Der Zug war aber schneller. Dessen Lokomotivführer hatte seinen Fehler inzwischen bemerkt und gebremst. Das reichte allerdings nicht mehr ganz. Die Dampflokomotive fuhr in die Lücke, die Kupplung hielt und der Zug verhinderte als Gegengewicht den Absturz der Lokomotive in die Ems.
Die Niederländischen Eisenbahnen deportierten im Holocaust ab Juli 1942 zehntausende Menschen bis zur Grenze nach Nieuweschans. Deutsche Lokomotiven zogen die Waggons von dort direkt in das Vernichtungslager Auschwitz.
Überführungen von neugebauten großen Schiffen der Papenburger Meyer-Werft waren seit 1980er Jahren nur möglich, wenn Schwimmkräne den festen Mittelteil über der Binnenschiff-Durchfahrt anhoben und beiseite brachten. Der Eisenbahnverkehr wurde dadurch eine Zeitlang unterbrochen.
Wegen unterschiedlicher Signalsysteme und älterer, nur in jeweils einem Staat zugelassener Triebwagen musste man bis zum Ende des 20. Jahrhunderts an der Grenze umsteigen. Der deutsche Abschnitt galt mit dem geringen grenzüberschreitenden Zugangebot lange als stilllegungsgefährdet. Der Zugverkehr wurde in den 1990er Jahren zeitweise eingestellt und 2002 wiederaufgenommen.
Am Abend des 3. Dezember 2015 rammte das Frachtschiff Emsmoon den Klappteil der Friesenbrücke, zerstörte diesen und verschob den Rest der Brücke. Der Bahnverkehr ist seitdem unterbrochen, stattdessen wurde zwischen Leer und Weener Schienenersatzverkehr eingerichtet. Die Brücke soll durch einen Neubau ersetzt werden. Im Juni 2016 sagte der Bund zu, einen Teil der dadurch entstehenden Mehrkosten zu übernehmen. Die Brücke wurde 2021/22 abgerissen. Der Neubau sollte ursprünglich 2024 fertiggestellt worden sein. Im Frühjahr 2025 testete die Deutsche Bahn erstmals das Auf- und Zudrehen des Ersatzbaus, nach eigenen Angaben Europas größte Hub-Dreh-Brücke

## Betrieb

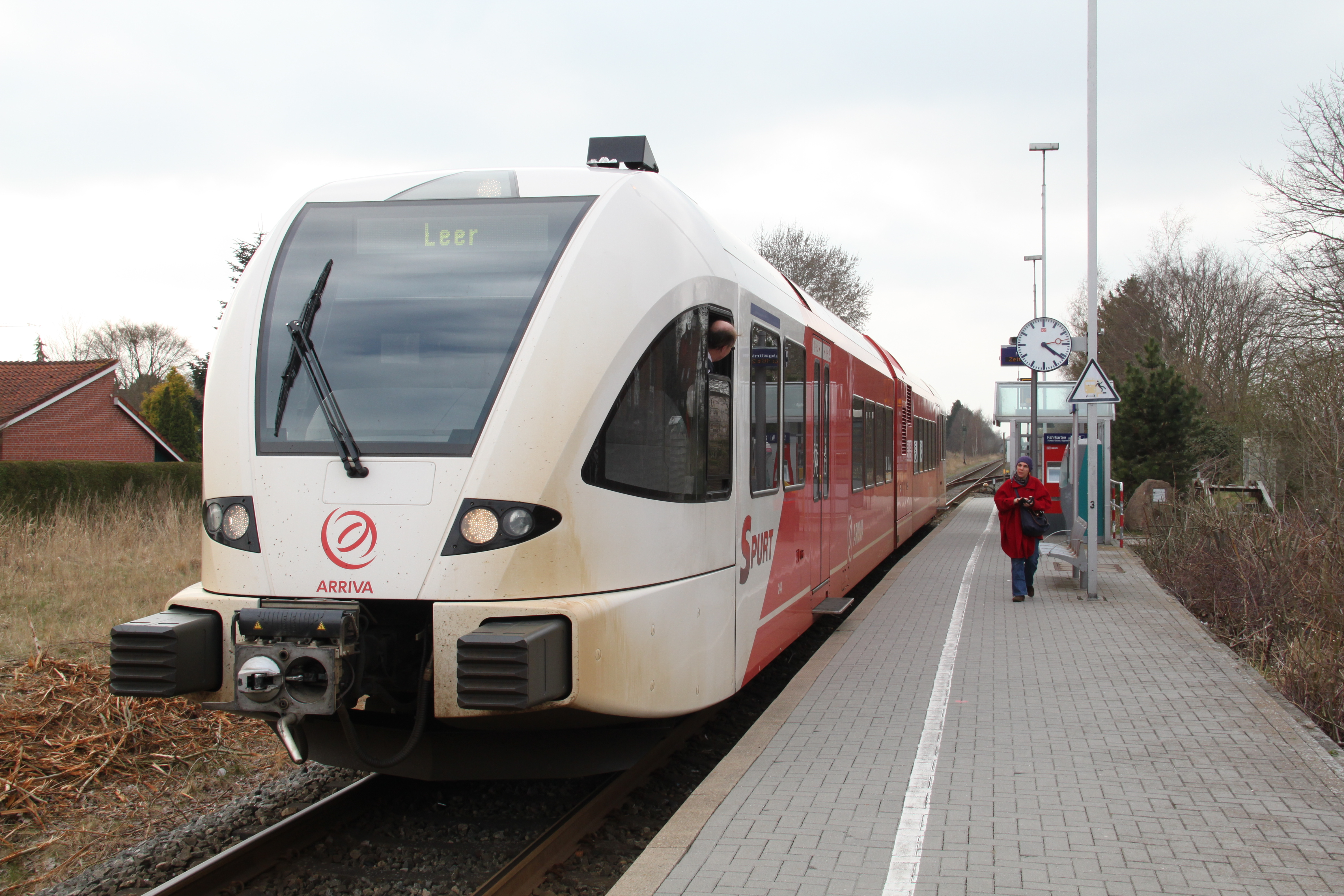
Haltestelle Weener mit Arriva-Zug

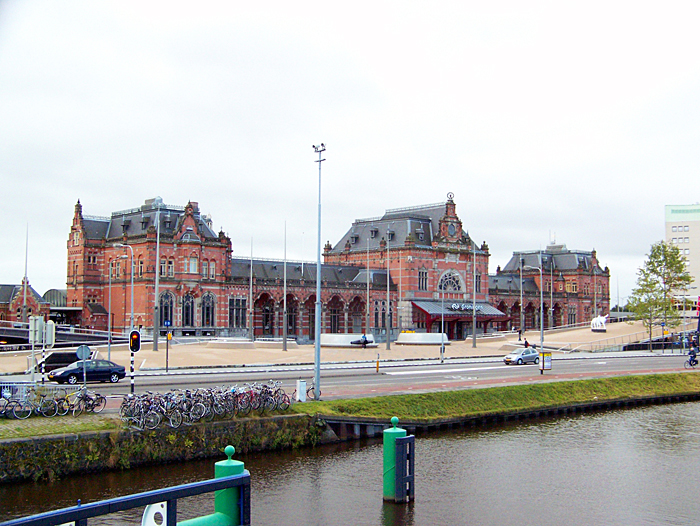
Empfangsgebäude des Bahnhofs von Groningen

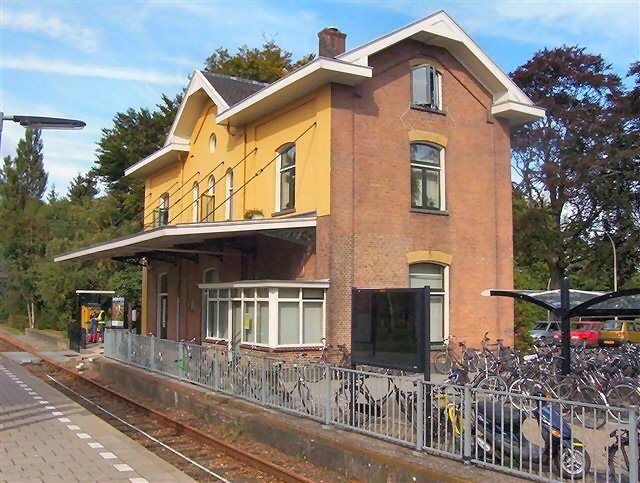
Empfangsgebäude in Scheemda

Die Strecke ist die nördlichste Eisenbahnverbindung zwischen den Niederlanden und Deutschland, jedoch nur von regionaler Bedeutung. Seitdem als Folge des Schengener Übereinkommens von 1985 keine Grenzkontrollen mehr stattfinden, ist Bad Nieuweschans (Bad Neuschanz) in seiner Funktion als Grenzbahnhof unbedeutend geworden. Der Teil des niederländischen Abschnitts westlich von Zuidbroek ist zweigleisig.
In einer der ersten internationalen Ausschreibungen von Nahverkehrsleistungen wurde die Verbindung an das britische Unternehmen Arriva (heute eine Tochter der DB) vergeben, die seit 2006 wieder durchgehenden Verkehr anbietet. Der Verkehrsvertrag wurde für eine Laufzeit von 15 Jahren vergeben.
In den Niederlanden findet zwischen Groningen und Zuidbroek ein 15-Minuten-Takt statt und bis Winschoten verkehrt alle halbe Stunde ein Zug, während östlich von Winschoten meist ein Stundentakt gefahren wird.
Die Querschnittsnachfrage lag vor der Betriebsübergabe an Arriva zwischen Bad Nieuweschans und Leer bei 120 Personenkilometer pro Tag je Kilometer Betriebslänge. Durch die durchgehenden Verbindungen konnte die Zahl bis 2008 auf 450 gesteigert werden. Neben nationalen und internationalen Bahnfahrkarten ist auf der gesamten Strecke auch die OV-Chipkaart der Niederlande gültig. Für das Niedersachsen-Ticket wird eine Erweiterungsversion plus Groningen angeboten.

## Streckenausbau und Wiederinbetriebnahme von Bahnstationen
Bereits 2014 gab es Pläne für einen Ausbau der Bahnstrecke. Die niederländischer Seite wollte dafür rund 85 Millionen Euro investieren. Ziel waren schnellere Verbindungen auf der Strecke, u. a. durch Schnellzüge im Berufsverkehr, die zweimal täglich auch nach Leer fahren sollten.
Eine Bewertung durch die Landesnahverkehrsgesellschaft Niedersachsen (LNVG) ergab im Mai 2015, dass eine Wiederinbetriebnahme der Bahnstationen Ihrhove, Bunde sowie Möhlenwarf kurzfristig umsetzbar wäre. Es war jedoch vorgesehen, voraussichtlich nur die Stationen in Ihrhove und Bunde zu realisieren. Am 28. März 2019 schlossen Land Niedersachsen, LNVG und DB Rahmenvereinbarungen für den Bau dieser beiden Stationen.
Im Februar 2019 einigten sich die Länder Niedersachsen und Bremen sowie die Provinz Groningen auf einen 128 Millionen Euro teuren Ausbau der Strecke. Mit Ausnahme des Abschnitts Winschoten–Bad Nieuweschans wird die gesamte Strecke nach dem Ausbau zweigleisig sein. In Deutschland wird der zweigleisige Abschnitt auf 120 km/h, in den Niederlanden auf 130 km/h ertüchtigt. Die zerstörte Friesenbrücke wird als eigenständiges Projekt auf diesem Abschnitt deutlich leistungsfähiger neu errichtet.
Mittelfristig ist geplant, die Strecke zu elektrifizieren. Der Ausbau wird von der EU gefördert.
Erste vorbereitende Arbeiten für den Ausbau fanden im Februar 2023 statt. Die eigentlichen Bauarbeiten begannen im Dezember 2023. Für die Ausbauarbeiten wurde der Zugverkehr zwischen Weener und Bad Neuschanz am 1. Februar 2024 eingestellt.
Das Stellwerk wurde von Ihrhove in das Brückenwärterhaus der Friesenbrücke verlegt.
Zwei unbeschrankte Bahnübergänge in Westoverledingen dürfen nach Fertigstellung nicht mehr genutzt werden. Als Ersatz baut die Deutsche Bahn einen Privatweg für Westoverledingen.
Teilweise werden alte Eisenbahnviadukte abgerissen und neu errichtet.

## In der Literatur
Der Bahnhof Nieuweschans, „Ganz im Norden Hollands an der deutschen Grenze: Ein unbedeutender Bahnhof …  an keiner wichtigen Linie, an dem nur morgens und abends Züge halten, für die deutschen Arbeiter in holländischen Fabriken“  ist wortwörtlicher Ausgangspunkt der Kommissar-Maigret-Geschichte Der Gehängte von Sain Pholien von Georges Simenon, in Form einer Zugfahrt nach Bremen.